# Paul Lynde

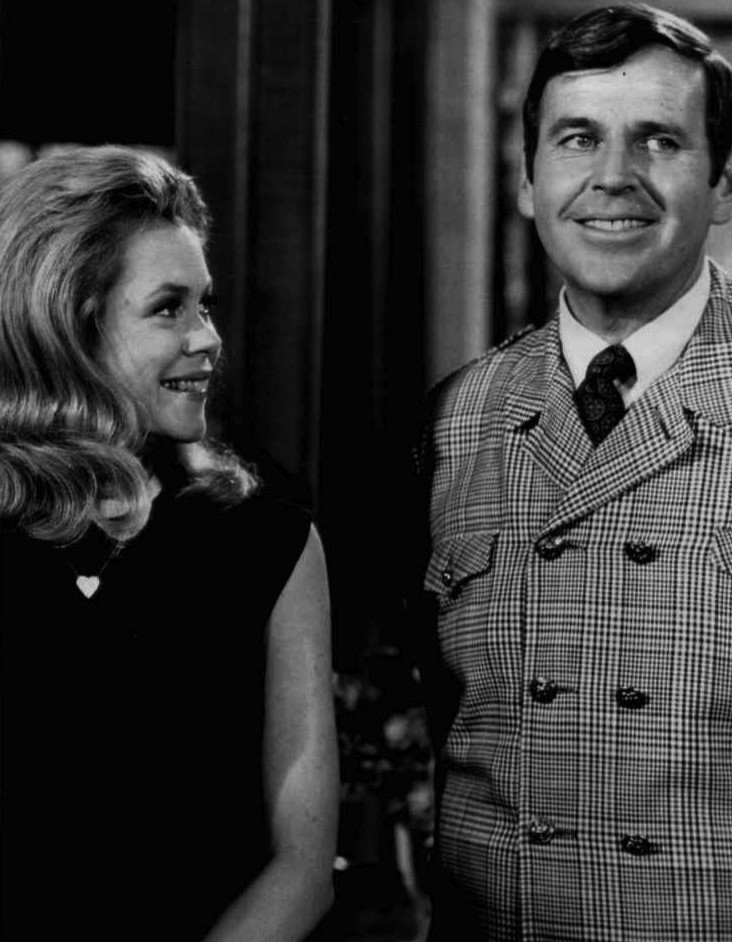
Lynde jak wujek Arthur z Elizabeth Montgomery w Ożeniłem się z czarownicą (1968) – odc. „The No Harm Charm”

Paul Edward Lynde (wym. lɪnd) (ur. 13 czerwca 1926 w Mount Vernon, w stanie Ohio, USA, zm. 10 stycznia 1982 w Beverly Hills, w stanie Kalifornia, USA) – amerykański komik oraz aktor filmowy i telewizyjny.

## Filmografia

### Filmy fabularne
- 1956: The Good Fairy jako dr Metz
- 1963: Flubber - mikstura profesora (Son of Flubber) jako Sportscaster
- 1964: Nie przysyłaj mi kwiatów (Send Me No Flowers) jako pan Akins
- 1966: Kosmiczne przygody Jennifer (The Glass Bottom Boat) jako Homer Cripps
- 1968: Amerykanin na Riwierze (How Sweet It Is!) jako Płatnik
- 1973: Pajęczyna Charlotty (Charlotte's Web) jako Templeton (głos)
- 1978: Test królika (Rabbit Test) jako dr Roger Vidal, M.D.
- 1979: Kaktus Jack (The Villain, Cactus Jack) jako Nerwowy Łoś

### Seriale TV
- 1955: The Red Buttons Show
- 1956–57: Stanley jako
- 1961–63: The Perry Como
- 1963: The Patty Duke Show
- 1963: Prawo Burke’a (Burke’s Law) jako Arthur Clark
- 1964: Prawo Burke’a (Burke’s Law) jako dr McCoy
- 1964-1971: Ożeniłem się z czarownicą (Bewitched) jako wujek Arthur
- 1965: Prawo Burke’a (Burke’s Law) jako Guy Hawthorne Jr.
- 1968–69: Dean Martin Presents the Golddiggers
- 1969-70: Perypetie Penelopy Pitstop (The Perils of Penelope Pitstop) jako Sylvester Sneekly / The Hooded Claw (głos)